# Szalafő, Vas
Szalafő  este un sat în districtul Körmend, județul Vas, Ungaria, având o populație de 211 locuitori (2011). 

## Demografie
Componența etnică a satului Szalafő
     Maghiari (97,86%)
     Germani (2,14%)
Componența confesională a satului Szalafő
     Reformați (49,76%)
     Romano-catolici (17,54%)
     Fără religie (6,64%)
     Luterani (3,32%)
     Necunoscută (22,75%)
Conform recensământului din 2011, satul Szalafő avea 211 locuitori. Din punct de vedere etnic, majoritatea locuitorilor (97,86%) erau maghiari, cu o minoritate de germani (2,14%). Nu există o religie majoritară, locuitorii fiind reformați (49,76%), romano-catolici (17,54%), persoane fără religie (6,64%) și luterani (3,32%). Pentru 22,75% din locuitori nu este cunoscută apartenența confesională.